# Північна Кароліна (провінція)
Провінція Північна Кароліна (англ. Province of North Carolina) — колонія в Британській Америці, спочатку була частиною провінції Кароліна.
Згідно з хартією Карла II, виданої в 1663 році, до території Кароліни належали всі землі від південного кордону колонії Вірджинія, що проходила по 36 градусу північної широти, до 31-го градуса північної широти (уздовж узбережжя сучасної Джорджії). У 1665 році хартія була злегка переглянута, і північна межа була зміщена до 36 градусів 30 хвилин північної широти, щоб включити землі поселенців, що лежать уздовж затоки Албемарл, які залишили колонію Вірджинія. Аналогічним чином південний кордон колонії був зміщений до 29-го градуса північної широти, пройшовши на південь від сучасного міста Дейтона-Біч в штаті Флорида, що стало результатом включення до складу колонії земель іспанського поселення Сейнт-Огастін. Хартією Лордам-власникам була дарована вся земля між цими межами від Атлантичного океану на сході до Тихого океану на заході.

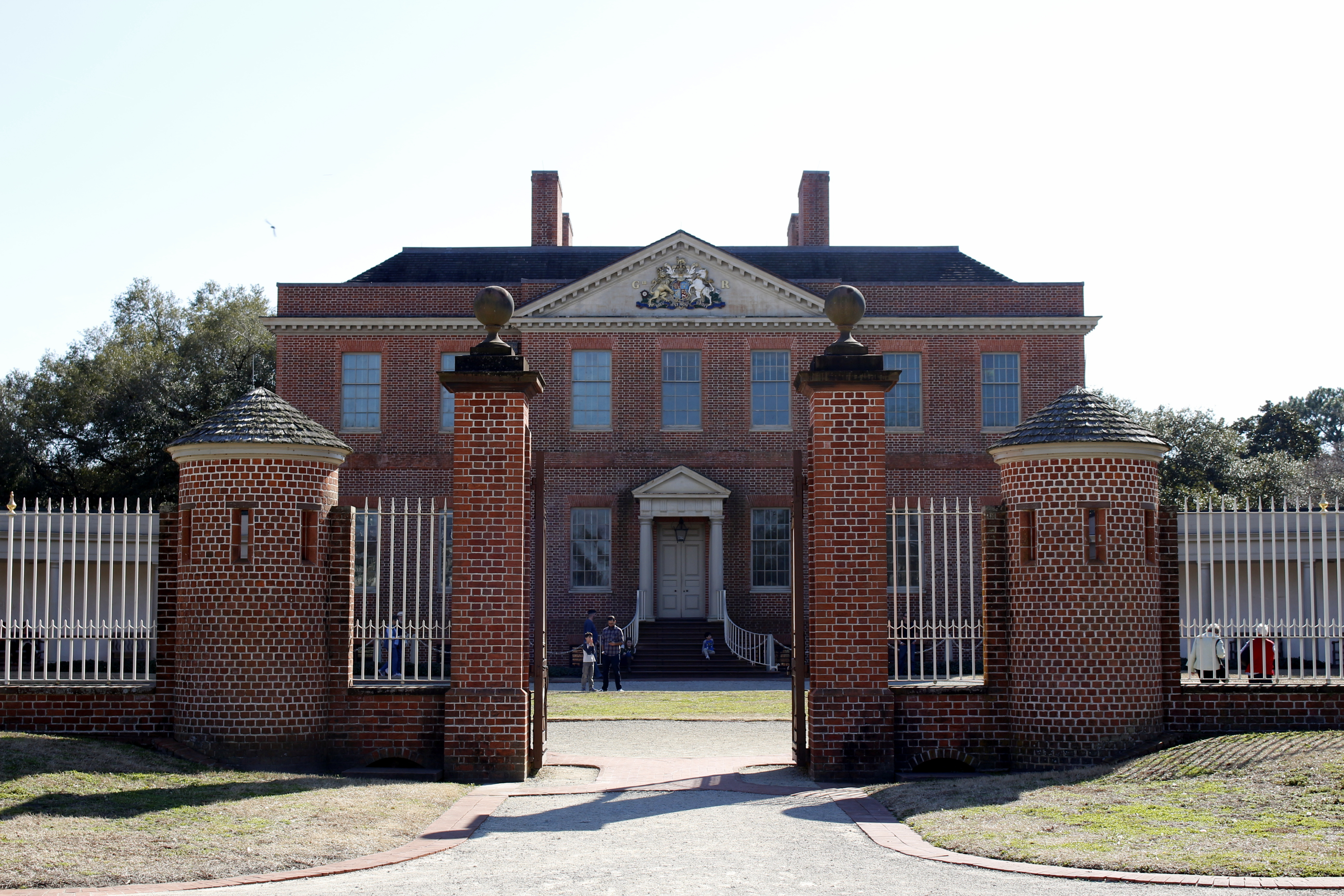
Губернаторський палац у Нью-Берні.

Через суттєві різниці між північною та південною частинами колонії, а також через труднощі сполучення між ними, у 1691 році був призначений спеціальний віце-губернатор для управління північною частиною колонії. Поділ колонії на північну і південну частини завершився в 1719 році, хоча обидві колонії продовжували контролюватися тими ж Власниками. Повстання 1719 року в Південній Кароліні привело до призначення там в 1720 році королівського губернатора, але губернатор Північної Кароліни продовжував призначатися Власниками.
Протягом десяти років британський уряд розшукував спадкоємців Лордів-власників, і в 1729 році, викупивши у сімох з восьми їх частки, утворив на територіях Північної і Південної Кароліни королівські колонії. Одна восьма частина провінції (частина Північної Кароліни, відома як район Гранвілль) до 1776 року залишалася у власності роду Картерет, поки в результаті війни за незалежність США була конфіскована революційним урядом Північної Кароліни.
Більшість поселенців Північної Кароліни були фермерами, які вирощували тютюн.